# Église Santa Maria del Rimedio al Molo Grande
L'église Santa Maria del Rimedio al Molo Grande (Sainte-Marie-du-Remède-du Grand-Môle) est une église de Naples aujourd'hui déconsacrée qui se trouve près de la célèbre Rua Catalana, précisément via Flavio Gioia.
Aujourd'hui, l'église abrite un atelier et magasin de restauration d'œuvres d'art. C'est ici que fut restauré par exemple Le Miracle de saint Nicolas de Luca Giordano. L'église est dédiée à Notre-Dame du Bon Remède (ou de la Merci), fêtée le 8 octobre et vénérée en particulier par les Trinitaires, dont la vocation était de racheter les rançons des esclaves chrétiens des pirates musulmans.

## Histoire et description

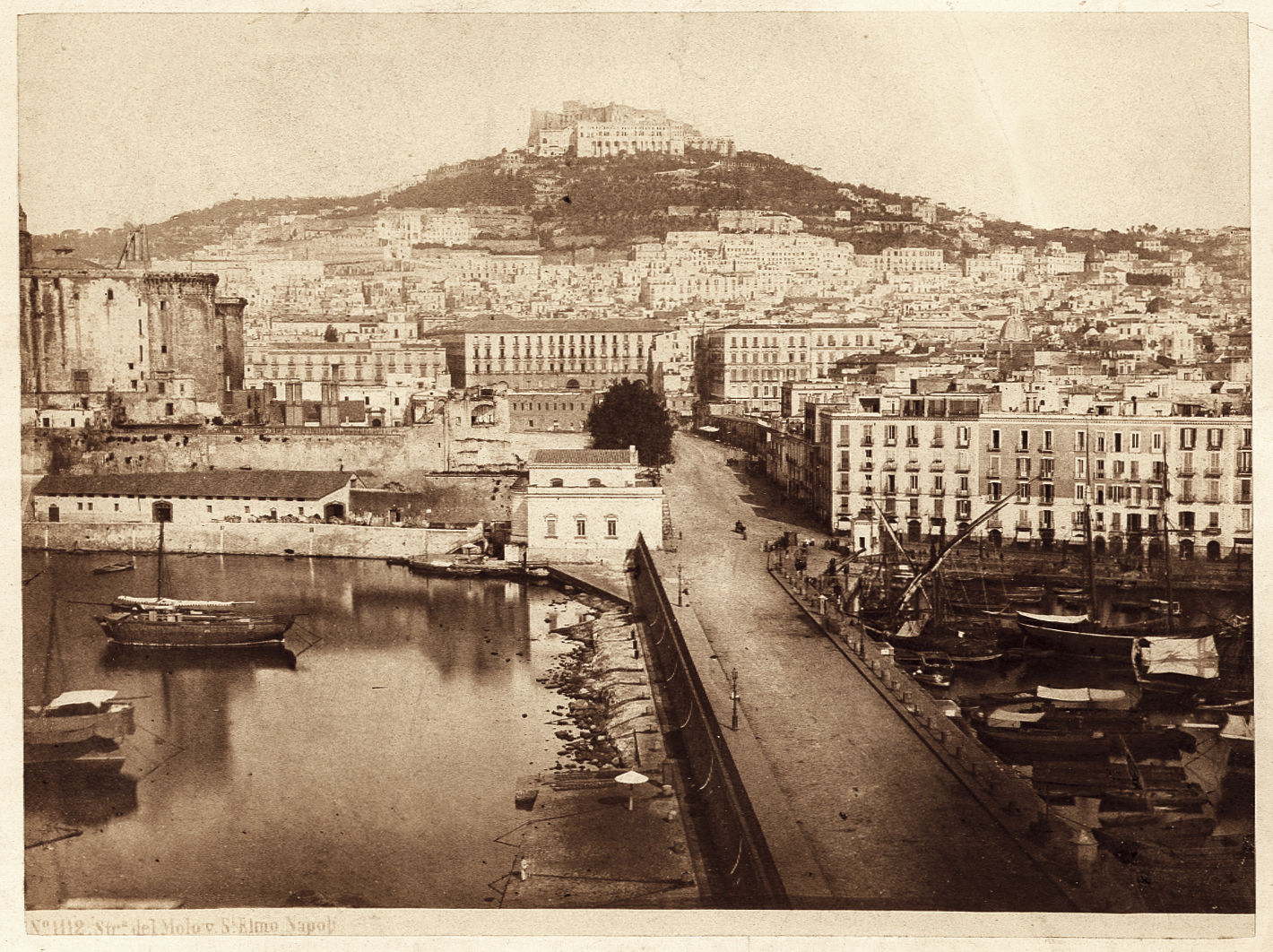
Le Grand Môle et la piazza Municipio (photographie de Sommer de la fin du XIXe siècle) avec l'église en premier plan.

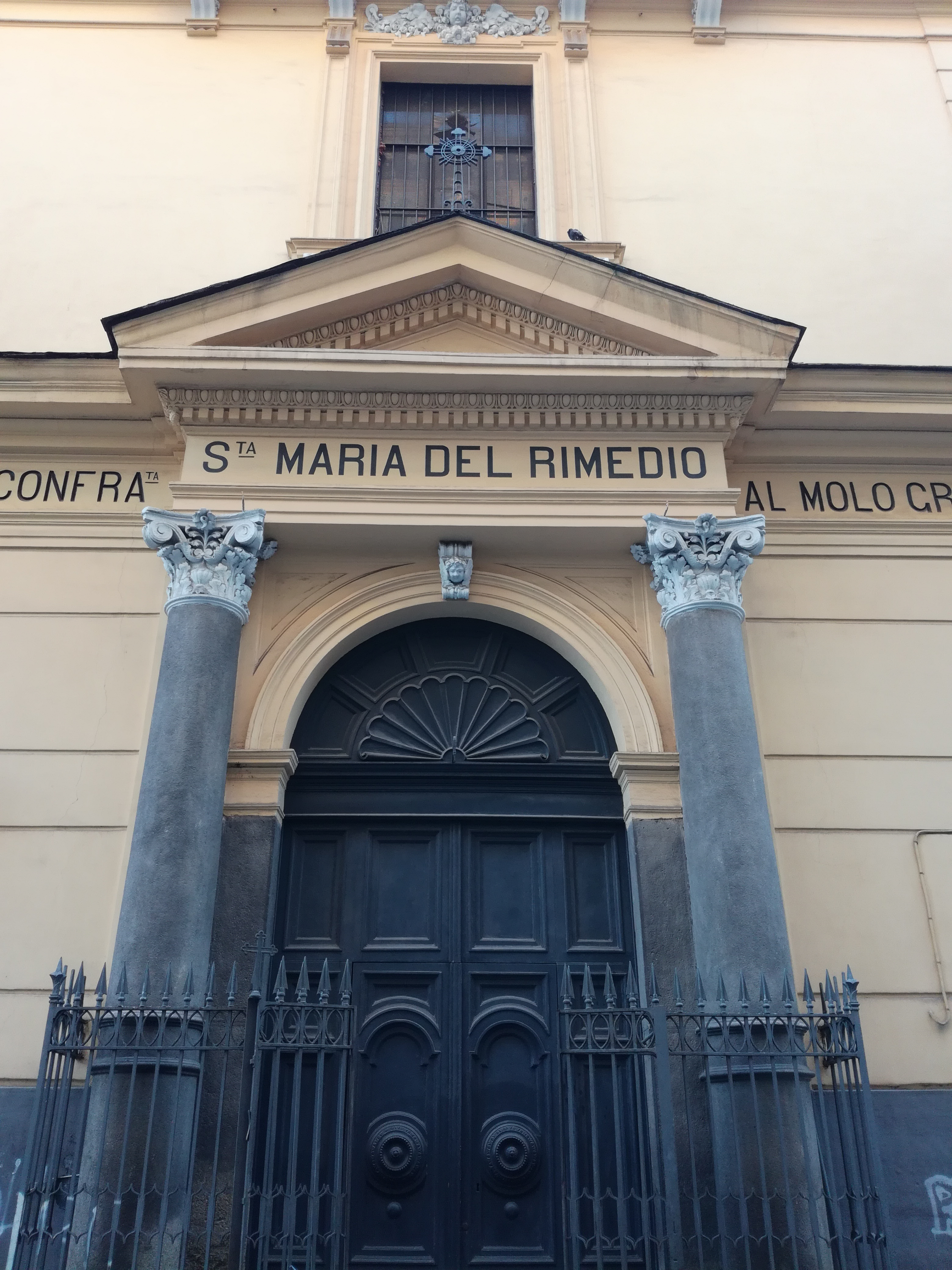
Portail d'entrée.

À l'origine, une première église se trouvait près du Grand Môle de Naples, non loin du Castel Nuovo, pour desservir les soldats de l'arsenal du XVIIe siècle. Elle est démolie en 1848 pour donner plus d'espace au port, comme le rappelle aujourd'hui une inscription lapidaire à l'intérieur de l'édifice actuel :
« A FERDINANDO II
OTTIMO RELIGIOSO SOVRANO
RIEDIFICATORE DI QUESTA REAL CHIESA
IL GOVERNO E CONFRATERNITA DI ESSA
IN SEGNO DI GRATITUDINE
1848 »
Une nouvelle église est reconstruite en style néo-classique par l'ingénieur Clemente Fonseca, mais celle-ci doit être également démolie en 1912, lorsqu'il s'agit d'agrandir la piazza Municipio, et une troisième église est reconstruite plus loin de 1912 à 1914. Elle est consacrée en 1915.
Son portail présente deux colonnes corinthiennes soutenant un tympan triangulaire à la grecque. L'intérieur abrite plusieurs œuvres d'art dont deux statues du XVIe siècle figurant l'une Sainte Agathe et l'autre, Sainte Thérèse. Ce sont deux statues votives provenant de proues de galions rescapés du naufrage.

## Source de la traduction
- (it) Cet article est partiellement ou en totalité issu de l’article de Wikipédia en italien intitulé « Chiesa di Santa Maria del Rimedio al Molo Grande » (voir la liste des auteurs).